# Enterobacteriaceae
Die Enterobacteriaceae sind eine große Gruppe gramnegativer Bakterien. Nach dem phylogenetischen System gehören sie zur Ordnung der Enterobacterales in der Klasse der Gammaproteobacteria in der Abteilung (Divisio, bei den Prokaryoten auch als Phylum bezeichnet) Proteobacteria und bilden dort eine eigene Familie. Der Name Enterobacteriaceae leitet sich von enteron (altgriechisch ἕντερον ‚Darm‘) ab, weil viele von ihnen typische Darmbewohner sind. Aber auch viele freilebende und ubiquitär vorkommende, nicht darmbewohnende Bakterienarten gehören in diese Familie.
Bis 2016 waren die Enterobacteriaceae die einzige Familie in der Ordnung „Enterobacteriales“, jedoch war der Name dieser Ordnung nach den Regeln des Bakteriologischen Codes (ICBN) nicht gültig. 2016 führten phylogenetische Methoden zur Etablierung der Ordnung Enterobacterales (Enterobakterien), verbunden mit einer Aufteilung der bisher bekannten Taxa auf mehrere neue Familien. Die neue Systematik führt dazu, dass der Familie Enterobacteriaceae nun weniger Gattungen angehören und dass bekannte Gattungen aus der gleichen Ordnung wie Yersinia, Proteus oder Hafnia zu anderen Familien gestellt sind (vgl. Abschnitt Systematik und Taxonomie).

## Merkmale

### Erscheinungsbild
Die Zellen sind stäbchenförmig und gewöhnlich 1 bis 5 µm lang und besitzen einen Durchmesser von etwa 0,5–1,0 µm. Es werden keine Endosporen gebildet. Die meisten können sich mit Flagellen aktiv bewegen, sie sind motil, es kommen jedoch auch Gattungen vor, die sich nicht aktiv bewegen können, z. B. Klebsiella und Raoultella. Da die Zellwand aus wenigen Mureinschichten und einer zweiten, äußeren Membran aus Phospholipiden und Lipopolysacchariden besteht, sind die Enterobacteriaceae gramnegativ.

### Stoffwechsel

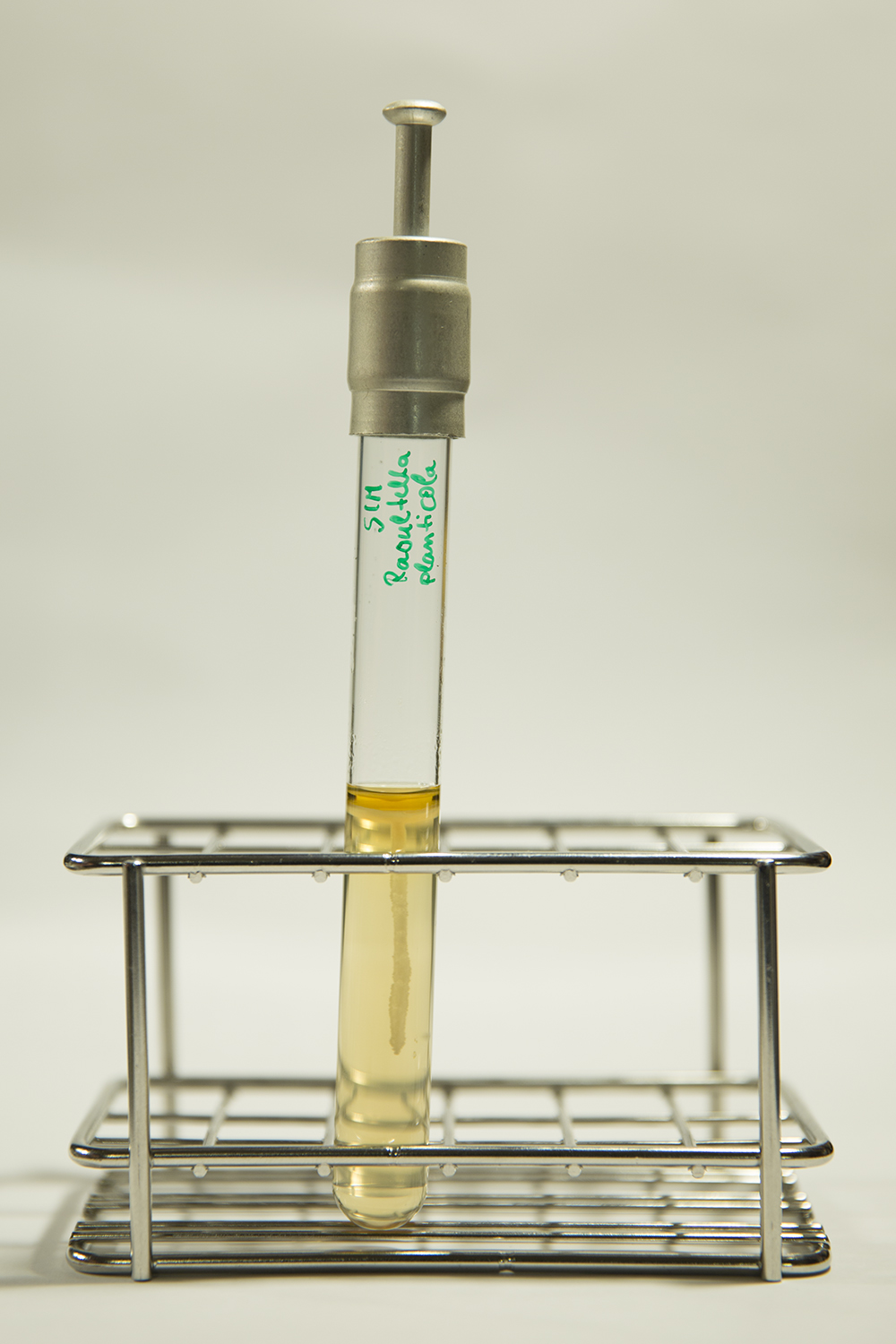
Raoultella planticola im SIM-Agar mit negativem Ergebnis für die H_{2}S-Bildung, mit negativem Ergebnis im Indol-Test und mit negativem Ergebnis für Motilität

Ihr Stoffwechsel ist fakultativ anaerob, daher können sie sowohl über Oxidation unter Anwesenheit von Sauerstoff Stoffe abbauen, als auch unter anoxischen Bedingungen (kein Sauerstoff) Gärung betreiben. Bei den Enterobacteriaceae verlaufen der Katalase-Test positiv und der Oxidase-Test negativ. Zwei wichtige anaerobe Stoffwechselwege, die zur Unterscheidung der einzelnen Gattungen genutzt werden, sind die 2,3-Butandiol-Gärung und die gemischte Säuregärung (mixed acid fermentation). Bei der gemischten Säuregärung treten als End- und Nebenprodukte vorwiegend Säuren, wie Essigsäure, Milchsäure und Bernsteinsäure (Succinat), aber kein Butandiol auf. Bei der 2,3-Butandiol-Gärung entstehen aus der Gärung von Glucose als End- und Nebenprodukte geringere Mengen von Säuren, aber vor allem in großen Mengen der Alkohol 2,3-Butandiol. Ein weiteres Merkmal der 2,3-Butandiol-Gärung ist das Zwischenprodukt Acetoin und die wesentlich höhere Gasproduktion (CO2). Man findet Butandiolgärung z. B. bei Enterobacter und Klebsiella. Gemischte Säuregärung nutzen u. a. Gattungen wie Citrobacter, Escherichia, Salmonella und Shigella.
Zur Bestimmung der einzelnen Gattungen wird eine Vielzahl von biochemischen Diagnosetests genutzt. Zum Beispiel wird mit Hilfe des Voges-Proskauer-Tests das Zwischenprodukt Acetoin der 2,3-Butandiol-Gärung nachgewiesen. Diese Reaktionen ist ein Bestandteil im sogenannten IMViC-Testverfahren, um Escherichia von anderen Enterobacteriaceen zu unterscheiden. Da bei den Testverfahren oftmals gefärbte Reaktionsprodukte entstehen oder pH-Indikatoren mit Farbumschlag eingesetzt werden, werden sie im Labor als Bunte Reihe bezeichnet. Der Nachweis des Enzyms β-Galactosidase wird ebenfalls häufig zur Unterscheidung der Vertreter der Enterobacteriaceae verwendet. Bakterien, die über dieses Enzym verfügen, können das Disaccharid Lactose (Milchzucker) hydrolytisch in die Monosaccharide Glucose und Galactose spalten, um sie im Stoffwechsel zu nutzen.

### Phylogenetik
→ Siehe auch: Abschnitt Systematik und Taxonomie im Artikel der Ordnung Enterobacterales
Durch Verwendung phylogenetischer Methoden kann die Stammesgeschichte und die verwandtschaftlichen Beziehungen der Bakterien untereinander geklärt werden. In der Beschreibung der Ordnung Enterobacterales Adeolu et al. 2016 und der dazugehörigen Familien bilden die Enterobacteriaceae in einem phylogenetischen Baum (basierend auf Genom- und Genanalysen) eine monophyletische Gruppe. Weiterhin werden 21 ‚konservierte charakteristische Indels‘ (engl. conserved signature inserts and deletions, CSI) festgelegt, die typisch für die Vertreter der Familie sind, aber nicht bei den anderen Bakterien der Ordnung vorkommen.

## Vorkommen
Viele Enterobacteriaceae sind Teil der gesunden Darmflora von Menschen und Tieren; sie kommen jedoch auch überall in der Umwelt vor (Boden, Wasser). Einige sind Krankheitserreger bei Mensch und Tier. Sie kommen vielfach als nosokomiale Erreger vor („Krankenhauskeime“) und befallen Menschen mit schwachem Immunsystem. Der wahrscheinlich wichtigste Vertreter der Familie ist Escherichia coli, einer der wichtigsten Modellorganismen der Genetik und Biochemie sowie der Mikrobiologie.

## Systematik und Taxonomie

### Äußere Systematik
Zu der 2016 etablierten Ordnung der Enterobacterales gehören acht Familien (unter anderem die Hafniaceae, Morganellaceae und Yersiniaceae) mit insgesamt etwa 60 Gattungen. Die neu festgelegte und damit den Regeln des Bakteriologischen Codes (ICBN) entsprechende Typusgattung der Ordnung ist die Gattung Enterobacter.

### Innere Systematik

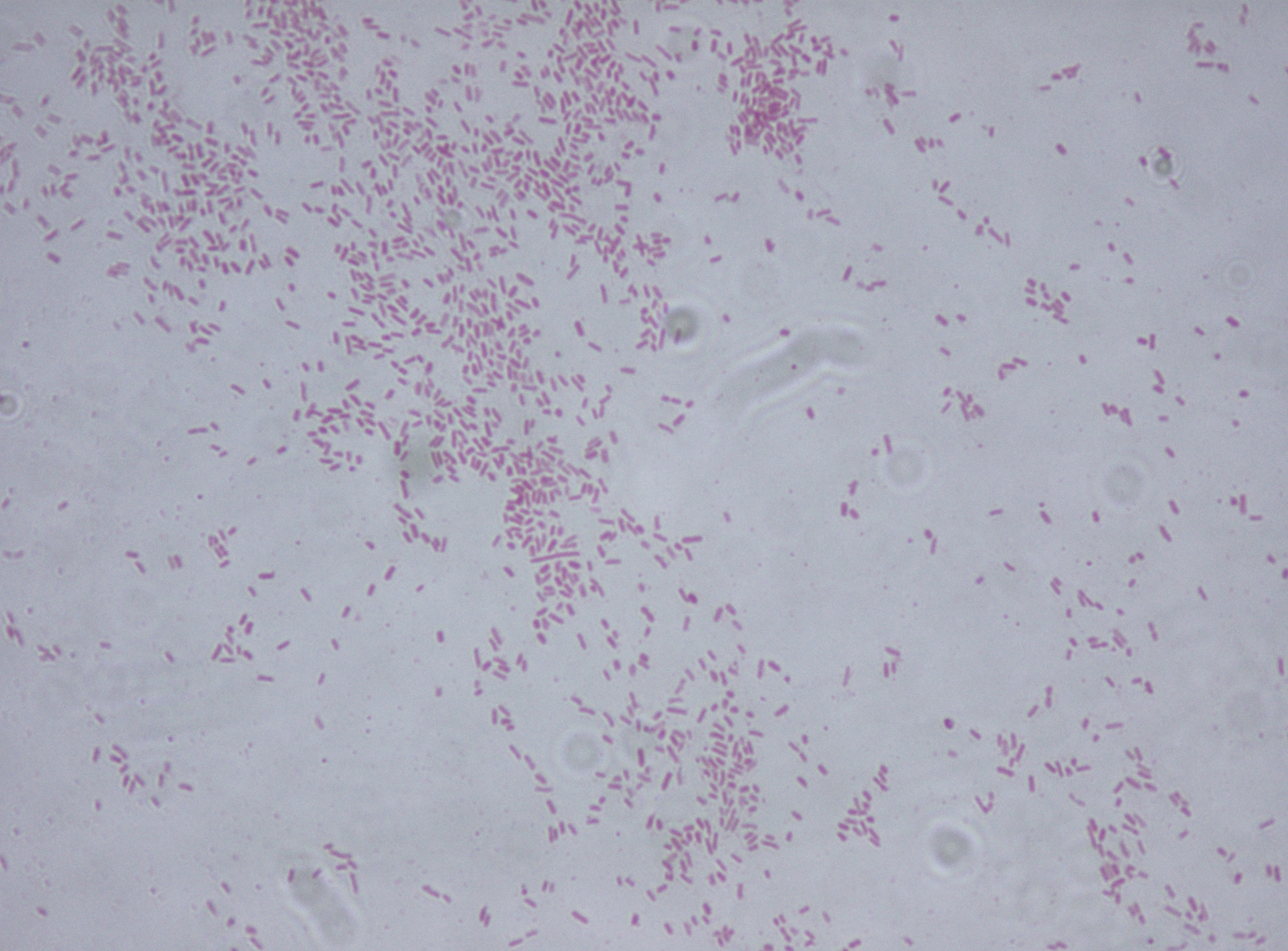
Lichtmikroskopisches Bild von Citrobacter freundii nach Gram-Färbung

Die Typusgattung der Familie ist die Gattung Escherichia, während die Gattung Enterobacter als Typusgattung der Ordnung Enterobacterales festgelegt wurde. Es folgt eine Lister einiger Gattungen (Stand 2019):
- Biostraticola Verbarg et al. 2008

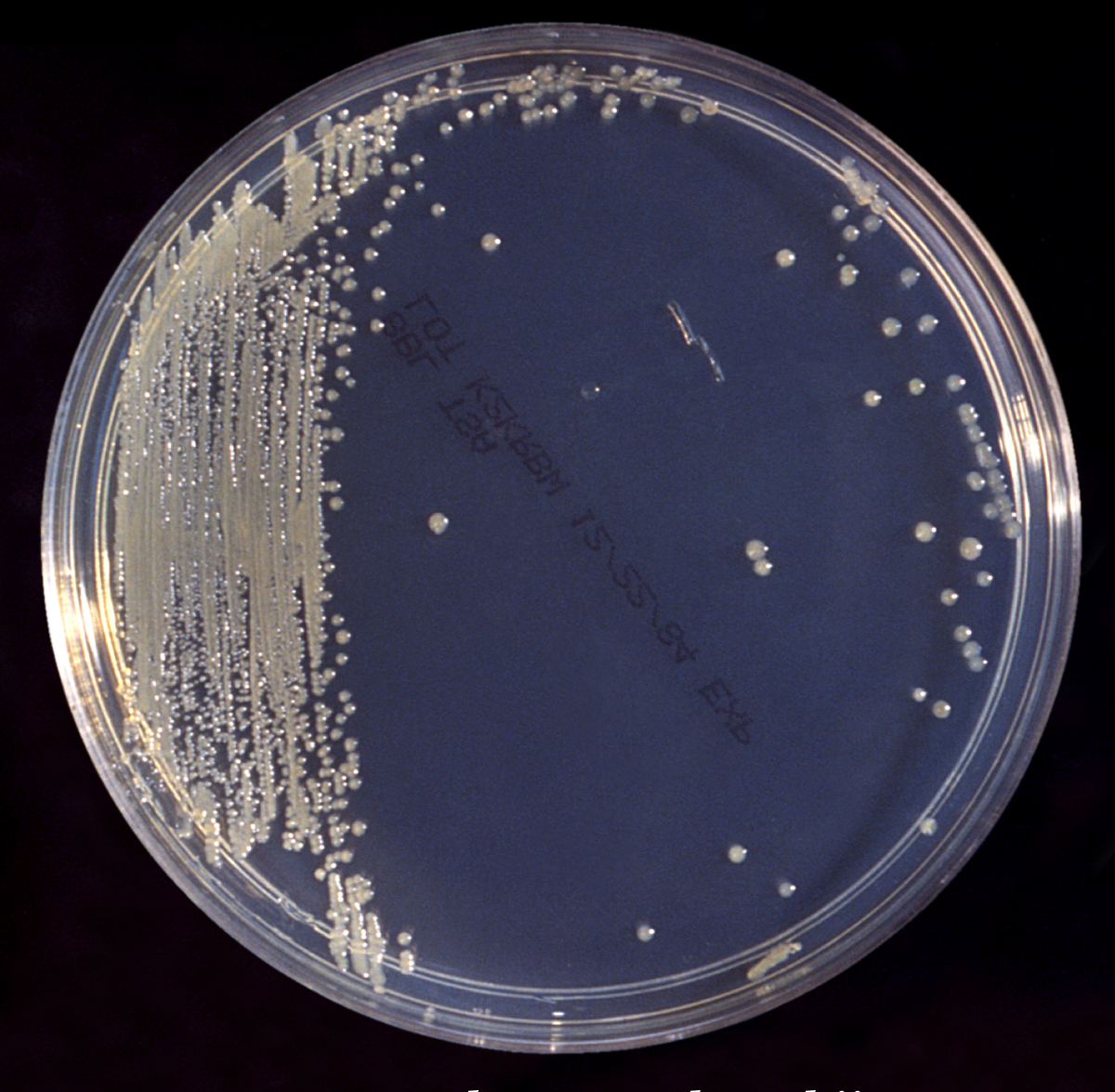
Kolonien von Cronobacter sakazakii auf einem Nährmedium

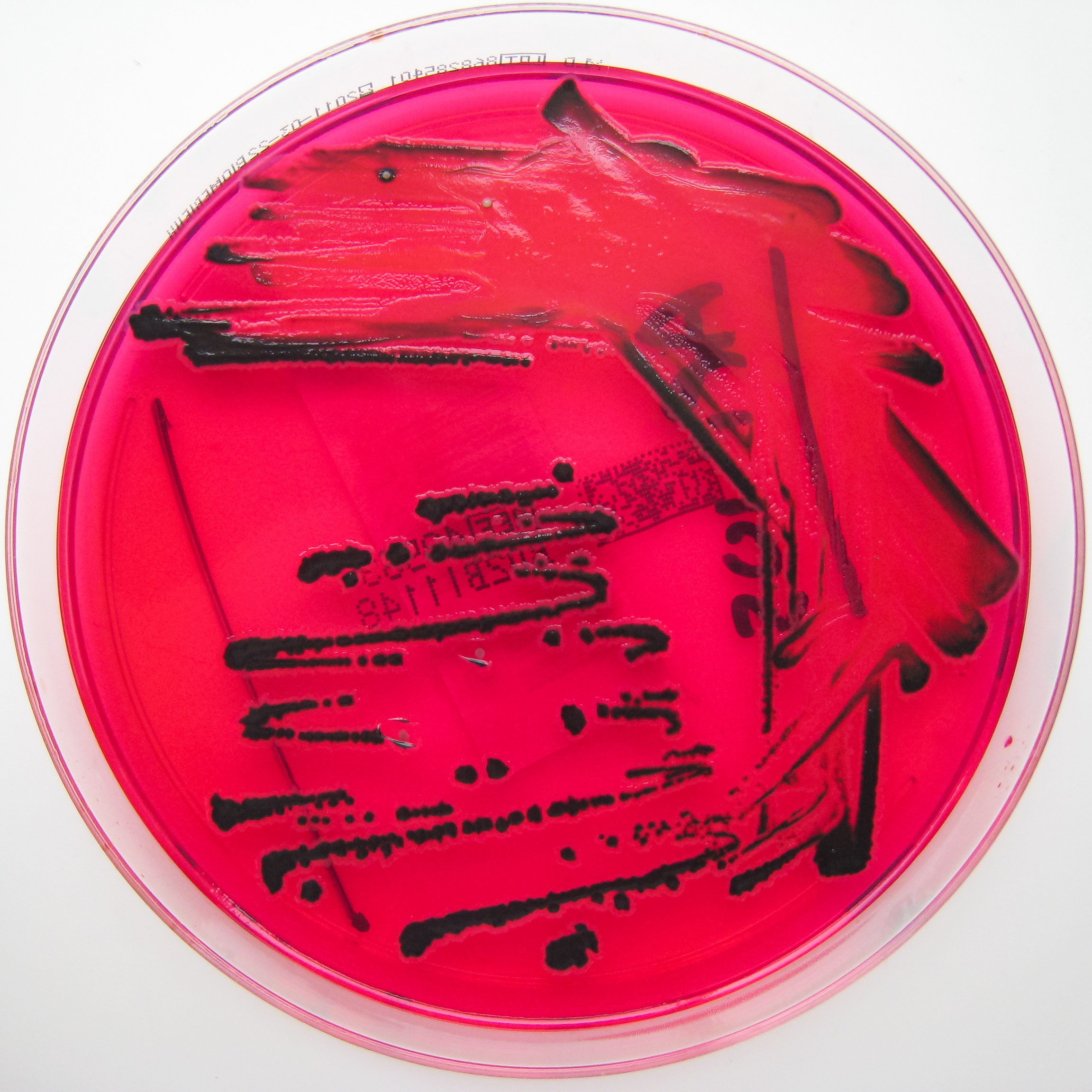
Kolonien von Salmonella auf XLD-Agar mit positivem Ergebnis für die H_{2}S-Bildung

- Candidatus Blochmanniella Sauer et al. 2000
- Buttiauxella Ferragut et al. 1982
- Cedecea Grimont et al. 1981
- Citrobacter Werkman and Gillen 1932
- Cronobacter Iversen et al. 2008
- Enterobacillus Patil et al. 2015
- Enterobacter Hormaeche and Edwards 1960 emend. Brady et al. 2013
- Escherichia Castellani and Chalmers 1919, Typusgattung der Familie
- Franconibacter Stephan et al. 2014
- Gibbsiella Brady et al. 2011 emend. Kim et al. 2013
- Izhakiella  Aizenberg-Gershtein et al. 2016
- Klebsiella Trevisan 1885 (Approved Lists 1980) emend. Drancourt et al. 2001
- Kluyvera Farmer et al. 1981
- Leclercia Tamura et al. 1987
- Kosakonia Brady et al. 2013
- Mangrovibacter Rameshkumar et al. 2010
- Metakosakonia  Alnajar and Gupta 2017
- Plesiomonas corrig. Habs and Schubert 1962
- Pseudescherichia Alnajar and Gupta 2017
- Raoultella Drancourt et al. 2001
- Saccharobacter Yaping et al. 1990
- Salmonella Lignieres 1900
- Shigella Castellani and Chalmers 1919
- Shimwellia Priest and Barker 2010
- Thorsellia Kämpfer et al. 2006
- Trabulsiella McWhorter et al. 1992
- Yokenella Kosako et al. 1985

### Synonyme und nicht verlässlich zugeordnete Taxa
Alle Arten von Levinea Young et al. 1971 wurden zu der Gattung Citrobacter Werkman and Gillen 1932 gestellt. Die Spezies Calymmatobacterium granulomatis wurde 1999 als Klebsiella granulomatis reklassifiziert.
„Atlantibacter“, „Edaphovirga“, „Lelliottia“, „Limnobaculum“, „Pluralibacter“, „Pseudocitrobacter“, „Rosenbergiella“, „Siccibacter“ und „Superficieibacter“, sind weitere Gattungen, deren Name (noch) nicht nach den Regeln des Bakteriologischen Codes (ICBN) anerkannt ist (Stand 2019) und von denen vermutet wird, dass sie zur Familie gestellt werden. Außerdem gibt es weitere Gattungen bzw. Arten mit dem Status Candidatus, die als der Familie zugehörig betrachtet werden können. Dies sind beispielsweise „Candidatus Arocatia carayoni“, „Candidatus Hamiltonella defensa“, „Candidatus Ishikawaella capsulata“, „Candidatus Regiella insecticola“, und „Candidatus Schneideria nysicola“.

### Etymologie
Die Bezeichnung der Gattung Enterobacter Hormaeche and Edwards 1960 leitet sich von enteron (altgriechisch ἕντερον ‚Darm‘) und dem latinisierten Wort bacter für altgriechisch βακτηρΐα ‚Stab‘ ab, bedeutet folglich in etwa „kleines Stäbchenbakterium im Darm“. Der Name der Familie Enterobacteriaceae Rahn 1937 enthält die gleichen Wortstämme, jedoch ist die Herkunft des Namens durch Rahn als Erstbeschreiber nicht sicher überliefert. Zum Zeitpunkt seiner Beschreibung waren die Bakterien der Gattung Enterobacter auch noch nicht mit diesem Namen benannt. In der ersten Auflage des Bergey’s Manual of Systematic Bacteriology von 1984 wird die Etymologie wie folgt dargestellt: Das latinisierte Wort enterobacterium bedeutet ‚Darmbakterium‘, mit der typischen Endung -aceae zur Kennzeichnung einer Familie bedeutet somit die Bezeichnung Enterobacteriaceae „Familie der Darmbakterien“. Diese Herleitung würde erklären, warum der Name Enterobacteriaceae (mit zusätzlichem „i“) und nicht Enterobacteraceae lautet.

## Meldepflicht
In der Schweiz ist der positive laboranalytische Befund Carbapenemase bildender Enterobacteriaceae meldepflichtig für Ärzte, Spitäler usw. bzw. Laboratorien und zwar nach dem Epidemiengesetz (EpG) in Verbindung mit der Epidemienverordnung und Anhang 1 bzw. Anhang 3 der Verordnung des EDI über die Meldung von Beobachtungen übertragbarer Krankheiten des Menschen. 
In Deutschland ist, unabhängig davon ob es sich um Kolonisation oder Infektion handelt, der Nachweis einer Carbapenemase seitens des nachweisenden Labors meldepflichtig nach § 7 IfSG. Auch die verminderte Empfindlichkeit eines Bakteriums gegenüber einem Carbapenem ist zu melden, Ausnahmen hiervon stellen natürlich vorkommende Resistenzen dar.